# Rockstar San Diego
Rockstar San Diego, Inc. (anteriormente Angel Studios, Inc.) é uma desenvolvedora de videogames americana e um estúdio da Rockstar Games com sede em Carlsbad, Califórnia. Fundada pelo artista colombiano Diego Angel em janeiro de 1984, a empresa inicialmente se concentrou em animações e efeitos visuais para produções multimídia, incluindo filmes e videoclipes. Seguindo a estratégia de negócios de Angel de evitar setores de negócios de alto risco, a empresa começou a trabalhar na indústria de videogames durante a década de 1990. Seus projetos de jogos primeiro vídeo eram Ed Annunziata 's Ecco: The Tides of Time (1994) eMr. Bones (1996), para o qual Angel Studios criou cutscenes.
A empresa desenvolveu seus próprios jogos em associação com a Nintendo (Major League Baseball Featuring Ken Griffey Jr. e Slugfest de Ken Griffey Jr.) e Microsoft (Midtown Madness e Midtown Madness 2), e produziu um porte de Resident Evil 2 da Capcom para o Nintendo 64. Impressionada com o trabalho do estúdio em Midtown Madnes, a Rockstar Games fez uma parceria de longo prazo com a Angel Studios em 1999, que resultou na criação da série de videogames Midnight Club e Smuggler's Run. Em novembro de 2002, Angel Studios foi adquirido pela Take-Two Interactive (empresa-mãe da Rockstar Games) e tornou-se parte da Rockstar Games como Rockstar San Diego. Angel deixou a Rockstar San Diego em 2005 para retornar à Colômbia. Ele foi sucedido por Alan Wasserman até 2010, quando Wasserman foi substituído por Steve Martin. Martin deixou o estúdio em 2019.
Desde 2004, a Rockstar San Diego aloja uma equipe interna de motor de jogo que desenvolve a Rockstar Games, propriedade da Rockstar Advanced Game Engine (RAGE), usada na maioria dos títulos da Rockstar Games. Como parte da Rockstar Games, a Rockstar San Diego liderou o desenvolvimento de outros jogos da série Midnight Club, Red Dead Revolver (2004), Red Dead Redemption (2010) e o pacote de expansão Undead Nightmare. O estúdio colaborou com outros estúdios da Rockstar Games em Max Payne 3 (2012), Grand Theft Auto V (2013) e Red Dead Redemption 2 (2018).

## História
Diego Angel (também conhecido como Diego Ángel), procurando se tornar um diretor de cinema, mudou-se de sua cidade natal , Medellín, na Colômbia, para Chicago em 1971 para se matricular no Columbia College Chicago e estudar cinema. Durante seus estudos, ele começou a gostar de animação por computador é após a formatura, decidiu investir na indústria. Ele fundou o Angel Studios em janeiro de 1984 em Carlsbad, Califórnia, como um estúdio de aluguel especializado na área. Ele escolheu a área de San Diego para este empreendimento porque é espanhol, nomes de ruas e proximidade com um país de língua espanhola o fizeram se sentir em casa. Angel obteve um computador e um escritório, mas, em poucos dias, percebeu que não poderia dirigir um negócio e ser um diretor de arte ao mesmo tempo, e também não tinha conhecimento para operar os computadores, logo contratou um diretor de arte e um operador de sistemas. Angel descreveu os primeiros dois anos no negócio como "sofrimento" devido à escassez de trabalho.
Muito do trabalho 3D produzido pelo Angel Studios eram filmes e videoclipes. Ele teve mais sucesso com as imagens geradas por computador e os efeitos visuais no filme The Lawnmower Man e no videoclipe de "Kiss That Frog" de Peter Gabriel, ambos lançados em 1992. O vídeo de "Kiss That Frog" recebeu o prêmio de Melhores Efeitos Especiais em um Vídeo no MTV Video Music Awards de 1994. Para The Lawnmower Man, Angel Studios produziu duas cenas principais; uma foi considerada a primeira cena de sexo virtual. A equipe do Angel Studios para The Lawnmower Man - composta pelo líder Hunt Limber e Jill Knighton Hunt - desenvolveu o Scenix, um conjunto de software que fornece uma " linguagem de programação visual ". A equipe também desenvolveu um algoritmo com o qual eles poderiam transformar visualmente um caça a jato em um golfinho com apenas alguns ajustes. Angel Studios estava trabalhando mais tarde em uma adaptação de jogo de realidade virtual de suas cenas para o filme. For The Enertopia Symphony, um curta-metragem de treze minutos, O Angel Studios produziu uma animação estereoscópica de 6,5 minutos a partir de fotografia 3D ao vivo dirigida por Peter Anderson . Angel Studios também produziu o curta-metragem The Killer Bee e forneceu "melhorias de cena digital" para The Swan Princess. Em agosto de 1993, a agência Spear Hall & Associates adquiriu os direitos de serviço de marketing para Angel Studios.